# Església de San Tirso
L'església de San Tirso, també coneguda com a església de San Tirso el Real és una església i parròquia de la ciutat d'Oviedo, Principat d'Astúries, Espanya, situada a la plaça d'Alfonso II el Casto o de la catedral i a escassos metres de la Catedral de San Salvador d'Oviedo.
L'església és fundació del rei Alfons II el Cast d'Astúries en el segle ix. No obstant això ha sofert diverses reconstruccions i restauracions, l'última del segle xx, per la qual cosa de l'església primitiva únicament queda el mur tester de la capçalera.
Està catalogada com Bé d'Interès Cultural, amb la categoria de Monument, des de l'any 1931, figura llavors denominada Monument Històric Artístic.

## Història

### Basílica prerromànica

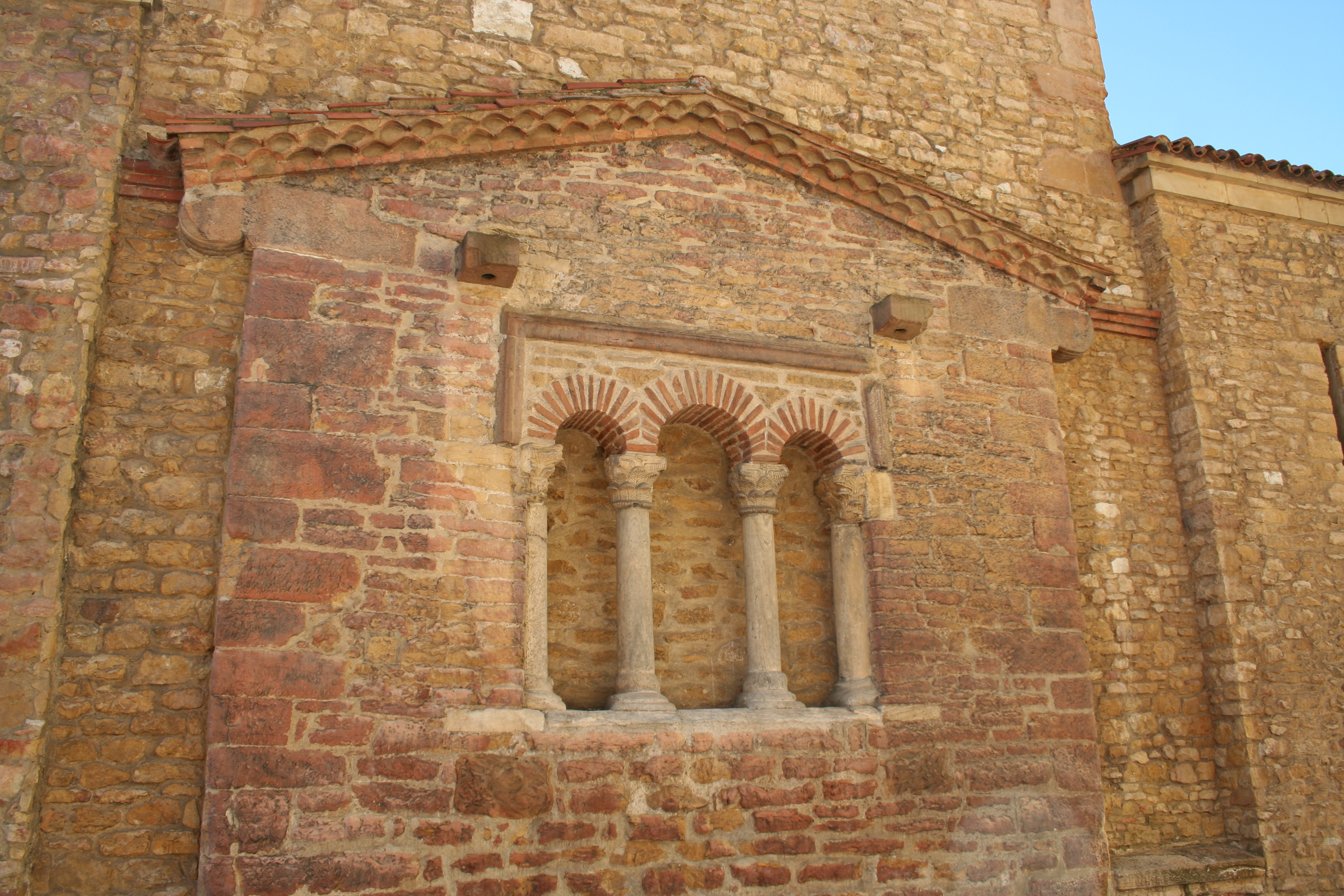
Ester. original del temple prerromànic del segle.

La fundació de l'església és atribuïda al rei Alfons II el Cast d'Astúries emmarcada al programa constructiu que va iniciar aquest rei en traslladar la capitalitat del regne a la ciutat d'Oviedo al començament del seu regnat en 791, construint a més d'aquesta església, palaus, la Catedral de San Salvador, l'església de Santa María i una muralla defensiva que envoltava tot aquest conjunt. D'aquesta primitiva basílica únicament subsisteix la testera de la capella de la capçalera.
Les cròniques elogien l'edifici són però molt parques en la seva descripció pel que donat el poc que ha arribat de la primitiva basílica la seva morfologia és molt discutida. De la testera supervivent es dedueix que era de capçalera única i sense càmera supraabsidal. Se suposa que era un edifici d'una sola nau central de planta quadrada o rectangular, amb capelles en cadascun dels costats fins a para formar una planta cruciforme de manera semblant a Santa Cristina de Ḷḷena.

## Descripció

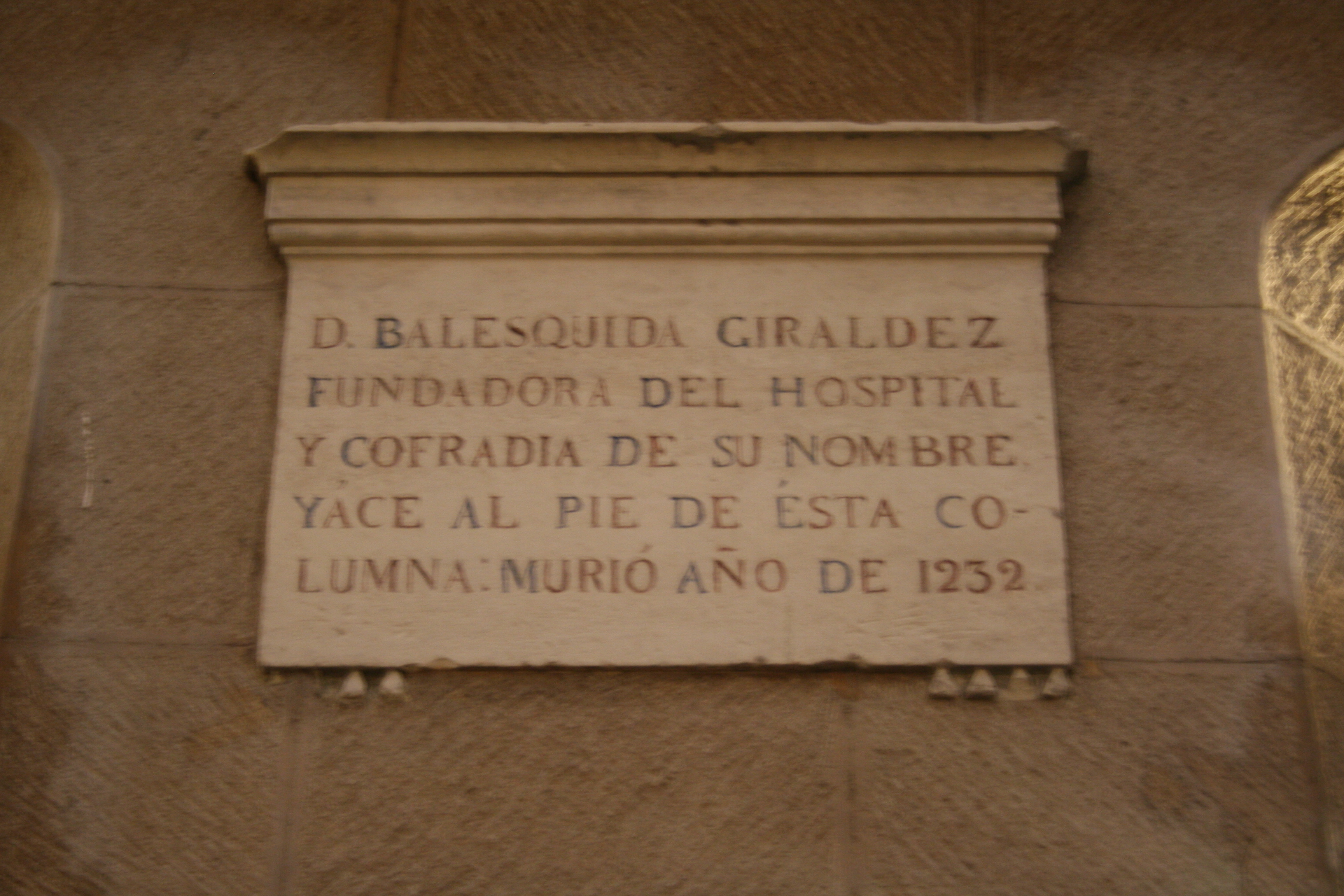
Làpida funerària en la columna on està enterrada Valesquita Giraldez.

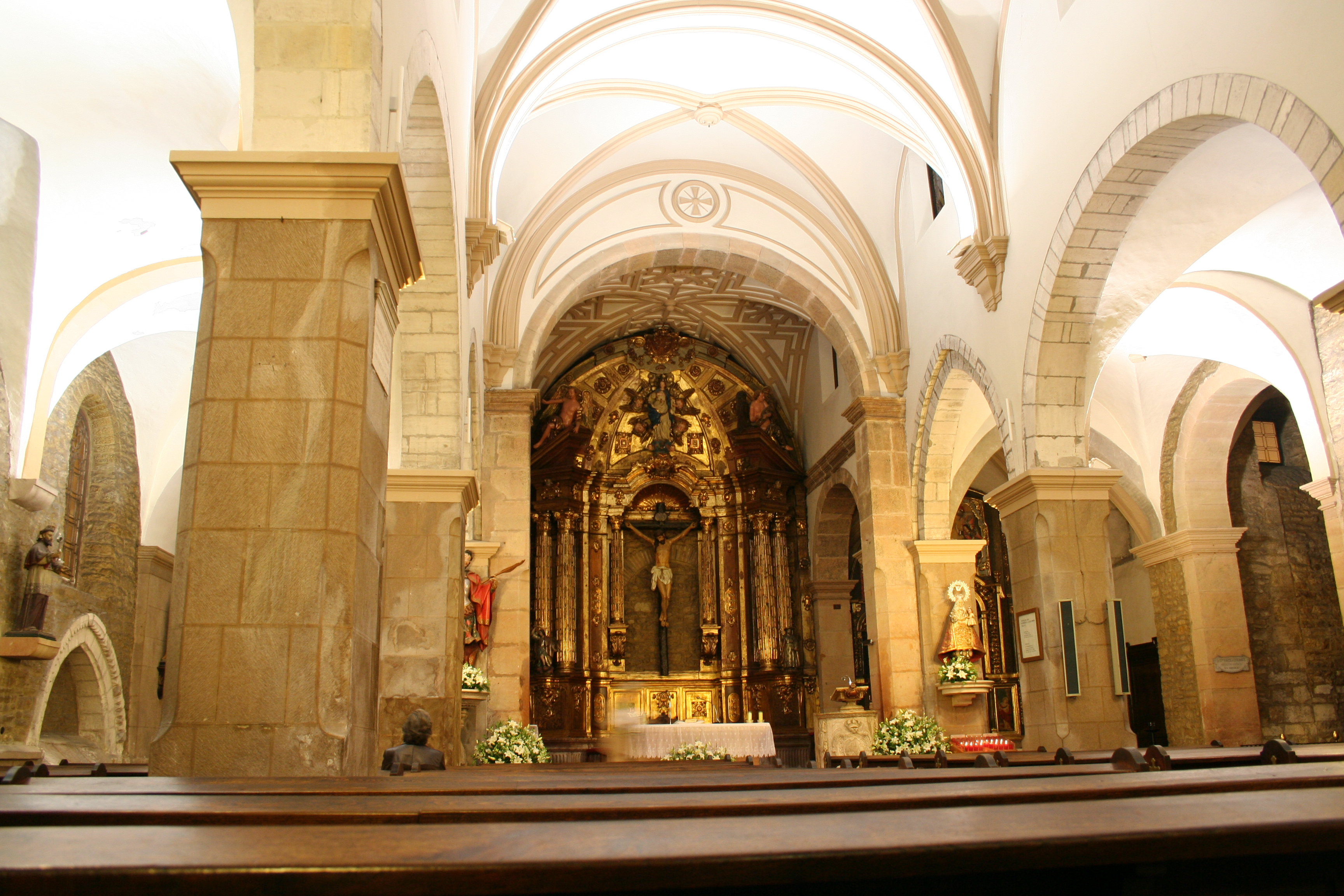
Interior del temple.

En aquesta església es troba la tomba de Balesquita Giraldez, fundadora de la Capella de la Balesquida.
L'interior és de planta rectangular, amb tres naus amb arcs sobre columnes. En aquestes naus es troben la capella de Santa Ana al sud, el retaule major al capdavant i al costat nord un corredor lateral al centre.
La capella de Santa Ana del segle xvi s'ingressa a través d'un arc de mig punt. L'interior està coronat per una volta de creueria gòtica. La volta descansa en mènsules amb àngels sustentant escuts.
Dins del temple podem destacar el retaule de la capella major de José Bernardo de la Meana, la imatge de l'Assumció en aquest mateix retaule, l'escultura de Sant Tirs d'Antonio Borja, una Pietat, el retaule del Crist, els tríptics Francisco Reiter.

### Capçalera prerromànica
La configuració del mur de la capçalera procedent de l'edificació primitiva conserva el cadirat original, alternant en les cantonades amb carreu. Els ràfecs de les cobertes descansen sobre mènsules característiques del període constructiu alfonsí. En el centre del mur s'obre una finestra trífora la qual presenta similituds amb l'oberta en la testera del temple de San Julián de los Prados, en el de Sant Pere de Nora i en el de Santa María de Bendones, obres totes elles d'Alfono II. La finestra està conformada per dues columnes exemptes i dues semicolumnes laterals sobre les quals descansen tres arcs de maó. Les columnes, de marbre, descansen sobre bases clàssiques i van ser reaprofitades. Els capitells centrals són de talla original, amb el collarí soguejat asturià i les fulles esquematitzades, sent còpies dels capitells laterals de tradició coríntia, peces romanes reaprofitades. És notable la presència d'un emmarc decorat molt ressaltat que circumscriu la part superior de la finestra, amb més similitud a elements mossàrabs que a elements del període alfonsí.